# ハバリーズ
ハバリーズ（Havarys Inc.）は、京都市下京区に本社を置く紙パック入りミネラルウォーターを製造・販売する株式会社ハバリーズより展開される天然水、ミネラルウォーター、ナチュラルウォーターの商品名及びサステナビリティに関するサービスのブランド名である。

## 概要
創業者で代表取締役社長の矢野玲美が「１本の水から世界が変わる」というコンセプトで2020年6月に株式会社ハバリーズを設立し、日本で初めての紙パックナチュラルウォーターとしてハバリーズの販売を行った。
従来のペットボトルから脱プラスチックへの転換のみならず、ゼロエミッション工場でのリサイクル循環やCO2削減量の可視化を行うことで、持続可能な社会の実現を目指している。
同社の特徴は、水を通じた環境保全や社会貢献への取り組みであり、サステナビリティに基づくブランディングがなされている。

## 事業内容
「１本の水から世界が変わる」という想いのもと、サステナビリティの価値観に基づいて脱プラスチックやリサイクル循環、水源保全を行っている。またリサイクル含むハバリーズの取り組みによって削減したCO2の算定サービスも行う。
ゼロミッション工場にてリサイクルされた再生トイレットペーパーを用いた同社循環システムは一部のヒルトングループや東急グループ、JR西日本グループなど大手ホテルを中心に導入されている。商品１本につき１円が環境保全に活用される仕組みとなっている。
ハバリーズの取り組みや理念、デザインは数多くの有名ラグジュアリーブランドからも支持されている。(実績参照)
香港やタイ、中国を中心とした海外展開も現地のリサイクル業者と提携しながら展開している。

## ロゴデザイン
ハバリーズの商品及びロゴマークに使用されているのは青いペガサスである。このペガサスロゴは同社代表の親族が事業を行っていた九州に水源をもつミネラルウォーター製造会社がルーツとなっており、第一水源地の大分県「羽馬礼」から羽が生えた馬=ペガサス、から由来している。サステナビリティに関する水源保全や自然保護への想いとペガサスのように強く世界へ羽ばたく、という２つの意味が込められている。
商品自体は日本国内の複数の水源地を採用しており、羽馬礼の水であると誤解されることが多い。またデザインが英語表記でおしゃれであるため、ローンチ当初は海外輸入品だと誤認されることがあった。

## 環境や社会への取り組み
同社の紙パック包材は同容量のペットボトルやアルミ缶と比べて、カーボンフットプリントが60%以上削減され、78%減容率によって大幅なゴミ量削減に成功している。またキャップ部分はサトウキビ由来の素材を採用している。リサイクル回収も行っており、ハバリーズリサイクルエコシステムというリサイクル送付伝票付の再生トイレットペーパーを用いて紙資源循環の可視化を行いながら、サーキュラーエコノミーを推進している。
ハバリーズの導入によって削減達成できたCO2の数値算定も行っており、リサイクルとCO2の可視化を行うことで環境配慮へのマインドセットを促進している。同社代表は上場企業や行政、日経新聞、ForbesをはじめとするSDGsやサステナビリティのイベント等に登壇し、身近な環境配慮への行動変容の重要性を発信する。
次世代への学生向けイベントや講演なども行なっている。また、同社の取引先でもあるポルシェやブシュロンなどサステナビリティを推進する企業のCEOなどと対談インタビューなど行っている。
カルティエが推進するCartier Women’s Initiative の公式イベントでも同社の製品が採用されている。

## コラボレーション・実績
シャネルのオリジナル限定ボトルも同社によって手がけられ、全国のブティック等で来客サービスに採用されている。ルイ・ヴィトン、ブルガリ、Dior、ヴァンクリーフ&アーペル、カルティエ、FENDI、ロレックス、カッシーナ (企業)などをはじめとする多くのラグジュアリーブランドの店舗での接客サービスの際にハバリーズが導入されている。
ハイアットホテルアンドリゾーツグループ、IHGグループ、森トラスト・ホテルズ&リゾーツ、東急グループ、京阪ホールディングスグループ、などのホテル業界にも導入されている。また、セルリアンタワー東急ホテルにおいてはハバリーズの容器からリサイクルされたトイレットペーパーも合わせて取り組み、紙資源循環の見える化によってサーキュラーエコノミーも推進している。
内閣府での有識者会議でも採用され、菅義偉元内閣総理大臣による飲用が確認されている。その他、G7広島サミットの会場においても採用され、行政機関への導入も広がっている。小泉進次郎が環境大臣時代より愛飲が確認されており、メディアでも発信していた。
- 2021年11月30日 – nendo、LAWSONとのコラボレーションによる限定デザインが関東・中部の約6400店舗にて発売。１本につき１円がローソン緑の募金を通じて国土緑化推進機構に寄付される[1]。
- 2022年6月1日 - ポルシェとのサステナブルな取り組みコラボレーション。日本国内の全ての販売店にてオリジナルデザインボトルが業界初導入[2]。 ハバリーズ代表がポルシェ公式Podcast Driven to the Future に出演[3]。
- 2023年6月にポルシェジャパン社長フィリップ・フォン・ヴィッツェンドルフと同社代表の矢野玲美が対談インタビュー。
- 2023年8月31日- アウディとのコラボレーション。全国の正規販売店で限定デザインが導入、リサイクル回収も行われ、サーキュラーエコノミーに貢献[4]。
- 2023年12月 パソナグループとのコラボレーションを通じてハローキティちゃん限定デザインボトルが、パソナグループ全オフィス拠点およびイベントで導入。この取り組みによって56トンのCO2削減見込み。
- 2023年12月7日- JR西日本ホテルズとの協業によって、グループホテルの全ての客室にオリジナルパッケージが導入。大手ホテルグループで全面的な脱プラスチックによる紙容器への代替は国内初の取り組みとなる[5]。

## 製品
ハバリーズは国内の複数の水源地を設けており、採水地を国内全域に拡大している。
- ハバリーズ200mL - 山梨県杜市
- ハバリーズ330mL - 佐賀県鹿島市
- ハバリーズ330mL - 京都市伏見区
- ハバリーズ1000mL - 長野県安曇野
- ハバリーズリサイクル便 - ゼロミッション工場でリサイクルされたハバリーズの紙容器をトイレットペーパーで循環し、同時リサイクル送付も行っている。